# Jacob Volhard

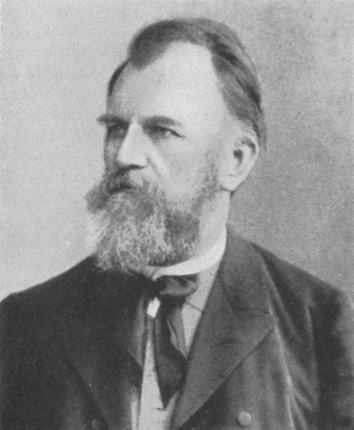
Jacob Volhard

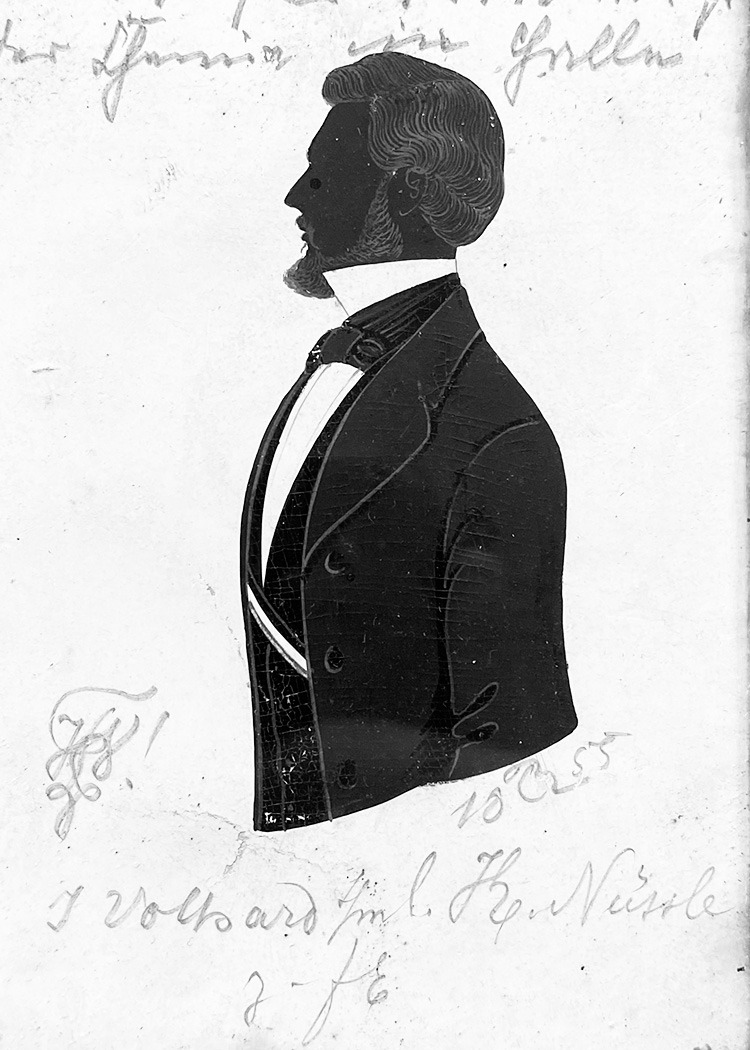
Jacob Volhard als Student

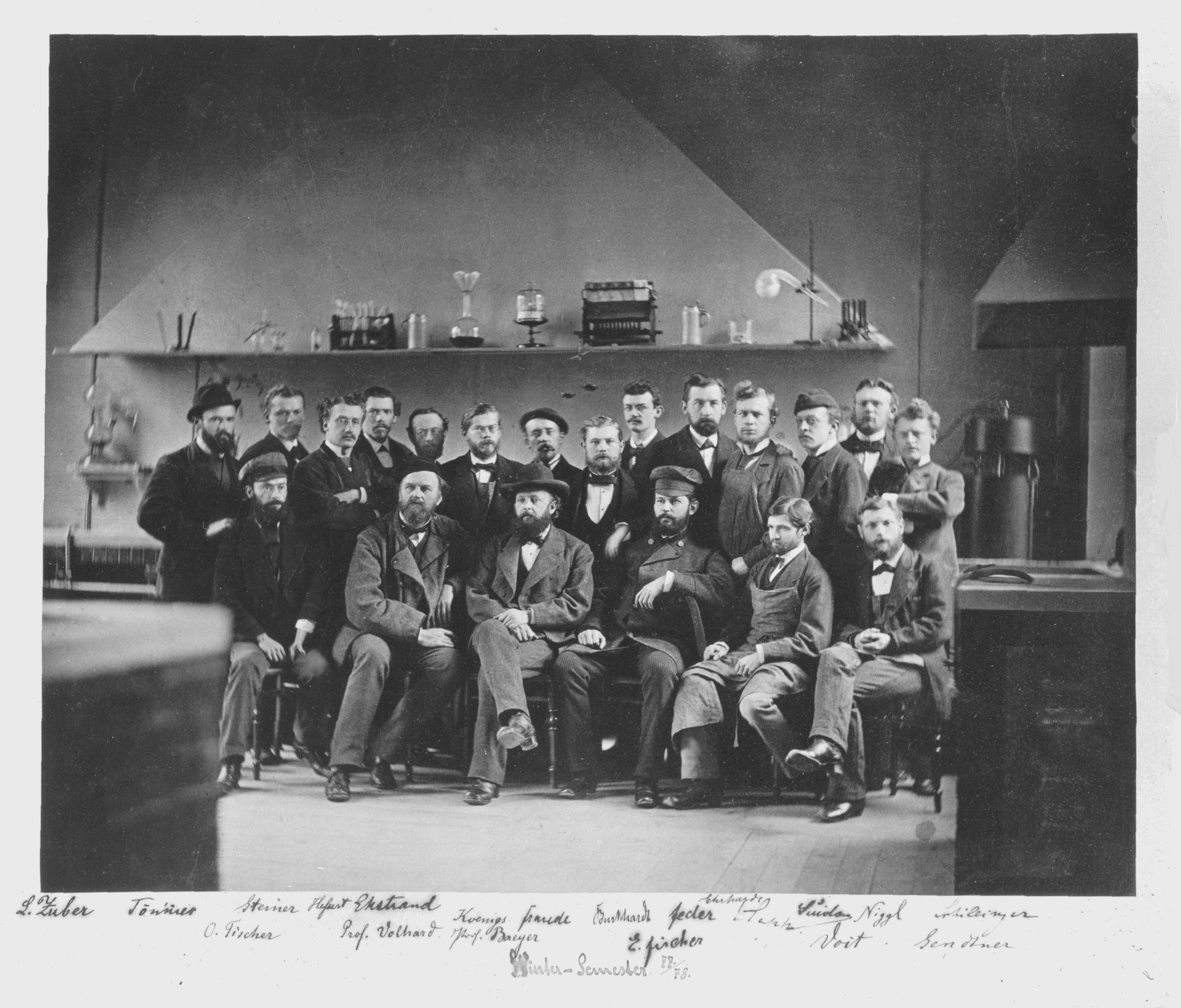
Volhard 1877 an der LMU München

Jacob Volhard (* 4. Juni 1834 in Darmstadt; † 14. Januar 1910 in Halle (Saale)) war ein deutscher Chemiker.

## Leben
Jacob Volhards Vater war der Hofgerichtsadvokat Karl Ferdinand Volhard in Darmstadt. Seine Mutter Cornelie Volhard (geborene Leisler) entstammte einer Hanauer Kaufmannsfamilie. Jacob Volhard studierte zunächst Philologie und Geschichte an der Universität Gießen, bevor er zur Chemie bei seinem Onkel Justus von Liebig wechselte. Während seiner Studienzeit bekam er Kontakt zu einem christlichen Freundeskreis, aus dem am 15. August 1852 die christliche Studentenverbindung Gießener Wingolf entstand. So wurde Volhard zu einem der Stifter des Gießener Wingolf und ab 1854 der erste Fuxmajor.
Nach dem Weggang Liebigs aus Gießen nach München im Wintersemester 1852/53 studierte Volhard bei dessen Nachfolger Heinrich Will. 1855 promovierte er zum Dr. phil. und wechselte nach Heidelberg in das Labor von Robert Bunsen. Volhard nahm die Chemie zunächst noch nicht ganz ernst, er widmete sich in Heidelberg weiterhin der Philologie und Geschichte. Er trat dem Heidelberger Wingolf bei.
Justus von Liebig nahm den sehr begabten Volhard 1856 als Assistent in sein Münchner Institut auf, aber auch hier war Volhard nicht ständig im Labor, er hielt sich oft bei der geselligen sog. „Allotria“ um den Maler Franz von Lenbach und den Bildhauer Lorenz Gedon auf und pflegte Umgang mit Moritz von Schwind und Paul Heyse.
Seine eigentliche Karriere als Forscher begann Volhard durch seinen Aufenthalt bei August Wilhelm von Hofmann in London 1860 und 1862 bei Adolph Kolbe in Marburg. 1869 wurde er als außerordentlicher Professor nach München berufen, wo er 1875–1879 die anorganische Abteilung leitete. Nach kurzer Zeit als Ordinarius in Erlangen wurde er 1882 an die Universität Halle berufen, wo er ein neues mustergültiges Institutsgebäude aufbaute und von 1882 bis 1908 Direktor des Chemischen Instituts und 1897 Rektor der Universität Halle war. 1900 wurde er Präsident der Deutschen Chemischen Gesellschaft und 1901 Ehrenmitglied des Vereins Deutscher Chemiker.
Volhard widmete seinem Lehrer Justus von Liebig 1909 dessen erste Biografie, die heute für die Liebig-Forschung unerlässlich ist. Er war langjähriger Schriftleiter der berühmten „Annalen der Chemie“ (von 1871–1910) und Vizepräsident der Leopoldina, der er ab 1883 angehörte. Seit 1879 war er korrespondierendes Mitglied der Bayerischen Akademie der Wissenschaften. 1900 wurde er für ein Jahr zum Vorstand der Deutschen Chemischen Gesellschaft gewählt. Volhard war ein großer Didaktiker und sein Manuskript zur Anleitung der qualitativen Analytik wurde in ganz Deutschland für Jahrzehnte zu einem weitergereichten Standardwerk des Chemiestudiums und schließlich 1875 herausgegeben (genannt „Der kleine Volhard“). Bekannt war Volhard besonders für seinen Humor und seinen Darmstädter Dialekt, den er ungetrübt bis ins hohe Alter pflegte; schon als Student waren seine gezeichneten Karikaturen beliebt und gefürchtet. Ein noch heute (in Chemikerkreisen) geläufiger Aphorismus stammt von Volhard: „Das Indigoblau zieht sich wie ein roter Faden durch die Geschichte der Organischen Chemie“.
Volhard starb hochgeehrt 1910 und wurde auf dem Laurentiusfriedhof beerdigt; seine Büste ziert noch heute das alte Chemische Institut in Halle.
Justus v. Liebig sagte über Volhard: „Ich habe nie einen Assistenten gehabt, der so fein gebildet war wie er.“
Zu den Schülern Volhards zählen Johannes Thiele, Rudolf Schenck, Daniel Vorländer (1867–1941) und Hermann Staudinger.
Volhard war ab 1867 verheiratet mit Josephine geborene Backofen (1842–1935). Sie hatten gemeinsam sieben Kinder. Der Sohn Franz Volhard wurde ein bedeutender Internist und Nephrologe, die Nobelpreisträgerin Christiane Nüsslein-Volhard ist eine Urenkelin, der Nobelpreisträger für Chemie Benjamin List ist ein Ururenkel. Eine Krankenstation im Universitätsklinikum Gießen trägt noch heute seinen Namen.

## Wissenschaftliche Entdeckungen
- Synthese des Sarkosins 1862
- Synthese des Kreatins und Darstellung des Guanidins und Cyanamids 1868
- Synthese der Pulvinsäure und Vulpinsäure
- Bestimmung von Mangan 1879
- Bromierung von Carbonsäuren (Hell-Volhard-Zelinsky-Reaktion) 1881–1887
- Thiophensynthese (Volhard-Erdmann-Zyklisierung) 1885
- Volumetrische Bestimmung des Silbers, der Cyanide, der Halogenide und des Thiocyanats (sog. Titration nach Volhard)

## Veröffentlichungen (Auswahl)
- Über mehratomige Harnstoffe (On the ureas of the diamines), London 1861.
- Die chemische Theorie, Habilitationsschrift München 1863, gedruckt Braunschweig 1863 (eingeschränkte Vorschau in der Google-Buchsuche).
- Die Begründung der Chemie durch Lavoisier, Leipzig 1870.

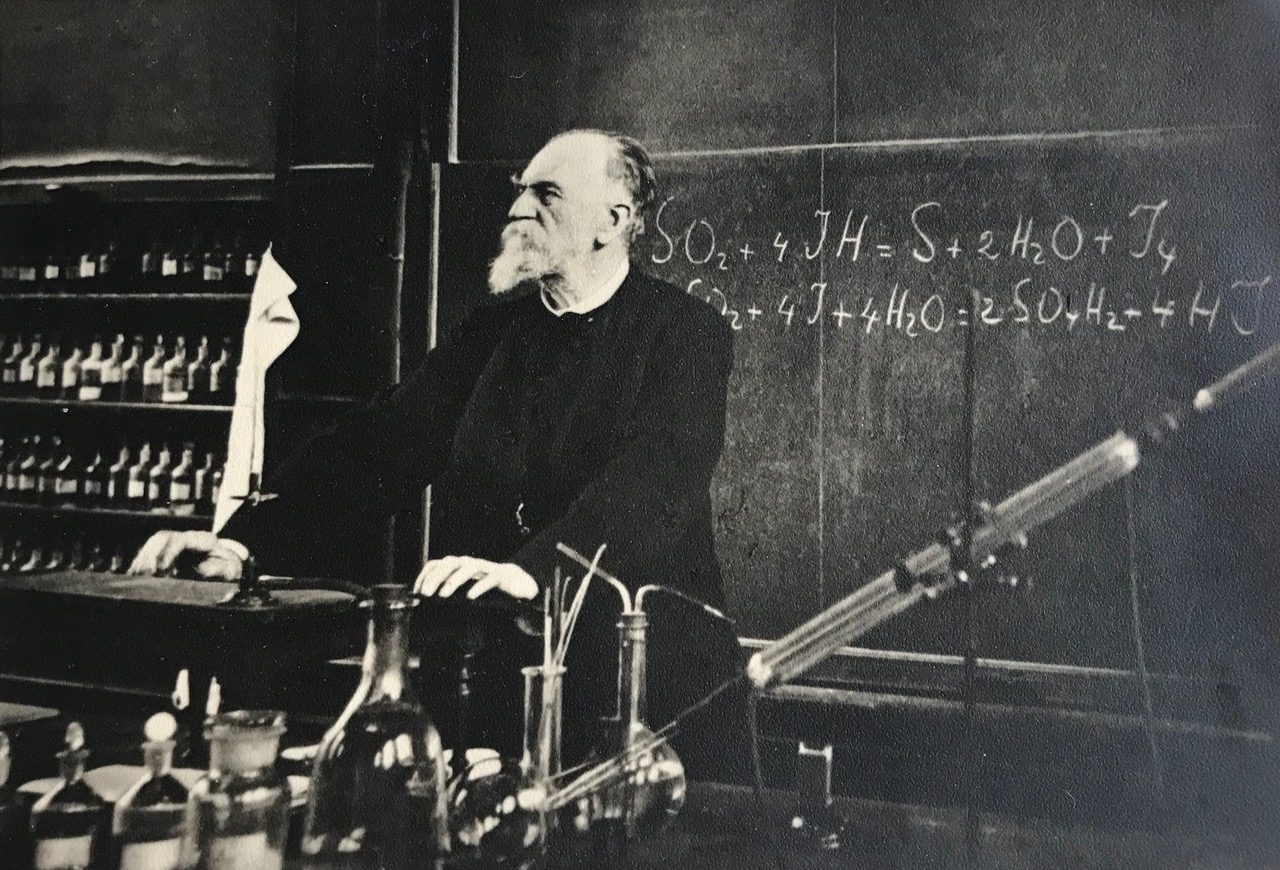
Jakob Volhard im Hörsaal in Halle 1899

- Jakob Volhard im Hörsaal in Halle 1899Volhards Anleitung zur qualitativen Analyse (ed. Clemens Zimmermann) München 1875.
- Experiments in General Chemistry and Introduction to Chemical Analysis (zusammen mit C. Zimmermann), Baltimore 1887.
- August Wilhelm von Hofmann – Ein Lebensbild (zusammen mit Emil Fischer) 1902.
- Justus von Liebig – Sein Leben und Wirken, 2. Bd., Leipzig 1909.

## Literatur

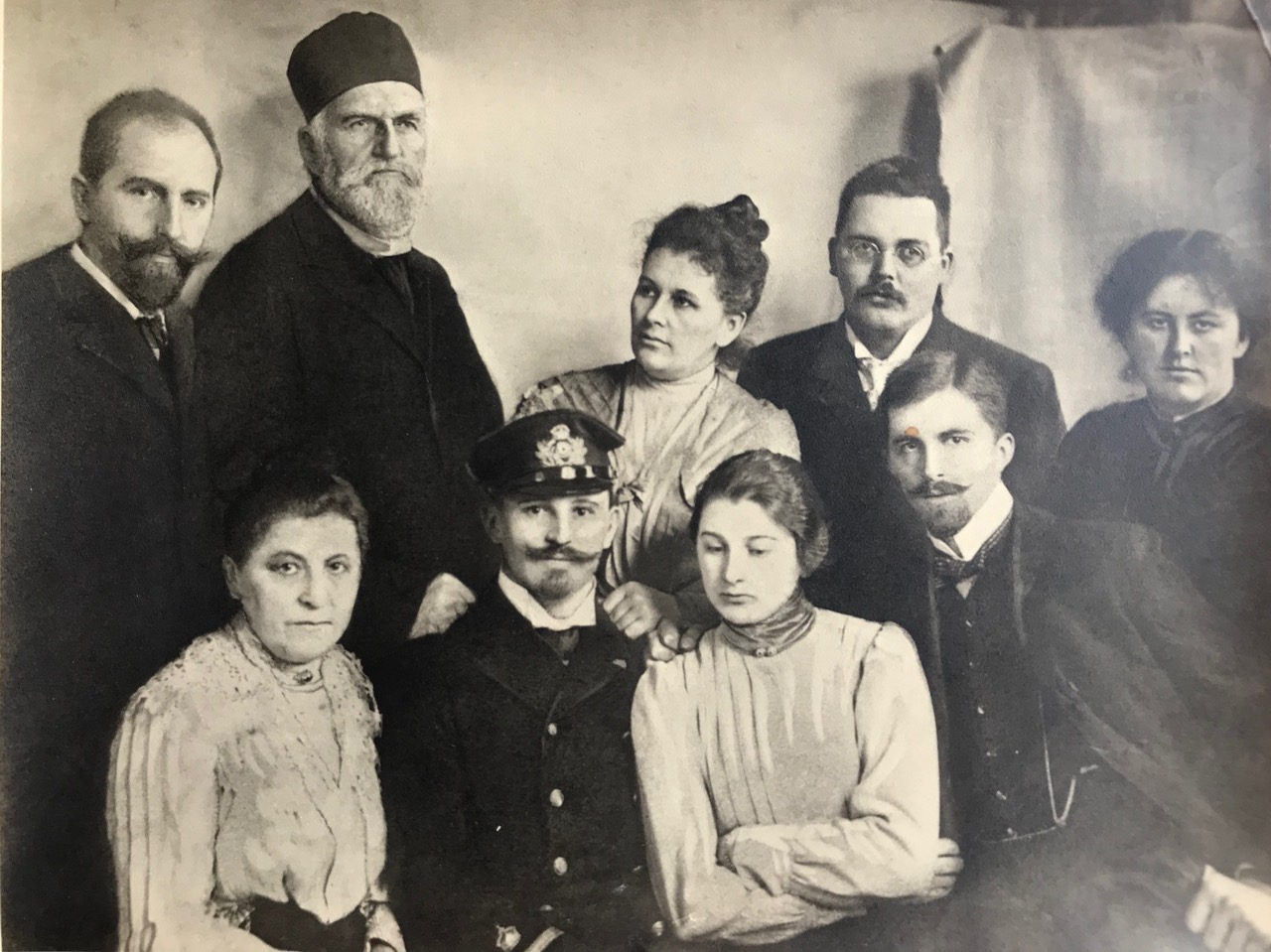
Familie Jakob und Josefine Volhard in Halle 1905 (Franz Volhard ganz links)